# Doddifoenus australiensis
Doddifoenus australiensis är en stekelart som först beskrevs av Alan Parkhurst Dodd 1927.  Doddifoenus australiensis ingår i släktet Doddifoenus och familjen puppglanssteklar. Inga underarter finns listade i Catalogue of Life.